# Autoridad Portuaria del Río Delaware
La Autoridad Portuaria del Río Delaware o Delaware River Port Authority (DRPA) es una agencia bi-estatal creada por el Congreso y aprobada bajo un pacto interestatal entre los gobiernos del Estado de Pensilvania y el Estado de Nueva Jersey. La Autoridad, principalmente se encarga de mantener y desarrollar el distrito portuario de Filadelfia-Camden, en la cual une a los dos estados con cuatro puentes, un transbordador y una línea de transporte público a través del río Delaware.